# حارث بن عبدالمطلب
حارث بن عبدالمطلب (به عربی: ٱلْحَارِث ٱبْن عَبْد ٱلْمُطَّلِب) از عموهای محمد پیامبر اسلام بود. او پسر عبدالمطلب، از قبیله قریش در مکه، و از اولین همسرش، سمره بنت جندب، از قبیله هوازن بود.: 99  برای مدت زیادی پدرش از او کنیه ابوحارث داشت فرزندان دیگری نداشت.: 62 : 87  گفته می‌شود که حارث به پدرش عبدالمطلب برای حفر چاه زمزم کمک کرد.: 62 : 87 